# 2025年亚洲冬季运动会短道速滑比赛
2025年亚洲冬季运动会短道速滑比赛是2025年亚洲冬季运动会的一个比赛项目，于2025年2月7日至9日在中国哈尔滨市的黑龙江省冰上训练中心综合馆进行，此次比赛共设立9个小项，包括4个男子小项、4个女子小项和1个混合小项，其中混合2000米接力为此次比赛新增小项。

## 赛程
短道速滑项目在该届亚洲冬季运动会开幕当天开赛，以下是短道速滑项目的具体赛程安排：
| 日期   | 时间  | 项目                 |
| ------ | ----- | -------------------- |
| 2月7日 | 9:00  | 女子1500米           |
| 2月7日 | 9:25  | 男子1500米           |
| 2月7日 | 10:10 | 女子500米预赛        |
| 2月7日 | 10:25 | 男子500米预赛        |
| 2月7日 | 11:04 | 女子1000米预赛       |
| 2月7日 | 11:24 | 男子1000米预赛       |
| 2月7日 | 12:11 | 混合2000米接力       |
| 2月7日 | 12:44 | 混合2000米接力半决赛 |
| 2月8日 | 10:00 | 混合2000米接力决赛   |
| 2月8日 | 10:28 | 女子1500米半决赛     |
| 2月8日 | 10:46 | 男子1500米半决赛     |
| 2月8日 | 11:19 | 女子1500米决赛       |
| 2月8日 | 11:33 | 男子1500米决赛       |
| 2月8日 | 12:02 | 女子500米            |
| 2月8日 | 12:14 | 男子500米            |
| 2月8日 | 12:41 | 女子500米半决赛      |
| 2月8日 | 12:49 | 男子500米半决赛      |
| 2月8日 | 13:12 | 女子500米决赛        |
| 2月8日 | 13:21 | 男子500米决赛        |
| 2月9日 | 10:00 | 女子1000米           |
| 2月9日 | 10:16 | 男子1000米           |
| 2月9日 | 10:47 | 女子1000米半决赛     |
| 2月9日 | 10:56 | 男子1000米半决赛     |
| 2月9日 | 11:20 | 女子1000米决赛       |
| 2月9日 | 11:30 | 男子1000米决赛       |
| 2月9日 | 11:55 | 女子3000米半决赛     |
| 2月9日 | 12:11 | 男子5000米半决赛     |
| 2月9日 | 12:46 | 女子3000米接力决赛   |
| 2月9日 | 12:55 | 男子5000米接力决赛   |

## 奖牌榜
*   主办国家/地区（中国）
| 排名                     | 国家 / 地区              | 金牌 | 銀牌 | 銅牌 | 总计 |
| ------------------------ | ------------------------ | ---- | ---- | ---- | ---- |
| 1                        | 韩国                     | 6    | 4    | 3    | 13   |
| 2                        | 中国*                    | 2    | 2    | 4    | 8    |
| 3                        |                          | 1    | 2    | 0    | 3    |
| 4                        | 日本                     | 0    | 1    | 2    | 3    |
| 总计（共4个国家 / 地区） | 总计（共4个国家 / 地区） | 9    | 9    | 9    | 27   |

## 奖牌得主

### 男子
| 項目       | 金牌 | 金牌     | 银牌                                                                                          | 银牌     | 铜牌                                                                                | 铜牌     |
| 500米      | 林孝埈 · 中国（CHN） | 41.150   | 朴智元 · 韩国（KOR）                                                                          | 41.398   | 张成宇 · 韩国（KOR）                                                                | 41.442   |
| 1000米     | 张成宇 · 韩国（KOR） | 1:28.304 | 朴智元 · 韩国（KOR）                                                                          | 1:28.829 | 刘少昂 · 中国（CHN）                                                                | 1:28.905 |
| 1500米     | 朴智元 · 韩国（KOR） | 2:16.927 | 林孝埈 · 中国（CHN）                                                                          | 2:16.956 | 张成宇 · 韩国（KOR）                                                                | 2:17.057 |
| 5000米接力 | （KAZ） · Gleb Ivchenko · 丹尼斯·尼基沙 · Mersaid Zhaxybayev · 阿迪勒·加利亚赫梅托夫 · Aibek Nassen（半决赛） · 阿布扎尔·阿日加利耶夫（半决赛） | 6:59.415 | 日本（JPN） · 斋藤骏 · 越智大翔 · 松津秀太 · 古川翼 · 入江旺介（半决赛） · 菊池耕太（半决赛） | 7:03.010 | 中国（CHN） · 刘少昂 · 林孝埈 · 孙龙 · 刘少林 · 朱祎玎（半决赛） · 李文龙（半决赛） | 7:03.909 |

### 女子
| 項目       | 金牌                                                                                | 金牌        | 银牌 | 银牌     | 铜牌                                                                                              | 铜牌     |
| 500米      | 崔珉禎 · 韩国（KOR）                                                                | 43.016      | 金桔里 · 韩国（KOR） | 43.105   | 李素妍 · 韩国（KOR）                                                                              | 43.203   |
| 1000米     | 崔珉禎 · 韩国（KOR）                                                                | 1:29.637 GR | 金桔里 · 韩国（KOR） | 1:29.739 | 张楚桐 · 中国（CHN）                                                                              | 1:29.836 |
| 1500米     | 金桔里 · 韩国（KOR）                                                                | 2:23.781    | 公俐 · 中国（CHN） | 2:23.884 | 臧一泽 · 中国（CHN）                                                                              | 2:23.965 |
| 3000米接力 | 中国（CHN） · 范可新 · 公俐 · 张楚桐 · 王欣然 · 臧一泽（半决赛） · 杨静茹（半决赛） | 4:11.371    | （KAZ） · 奥莉加·吉洪诺娃 · 亚娜·汗 · Alina Azhgaliyeva · Malika Yermek · Zeinep Kumarkan（半决赛） · Madina Zhanbussinova（半决赛） | 4:13.498 | 日本（JPN） · 嶋田利渚 · 石川優希 · 長森遥南 · 犬塚莉帆 · 宮下心夢（半决赛） · 島根胡桃（半决赛） | 4:13.578 |

### 混合
| 項目           | 金牌 | 金牌     | 银牌 | 银牌     | 铜牌 | 铜牌     |
| 2000米混合接力 | 韩国（KOR） · 崔珉禎 · 金桔里 · Kim Tae-sung · 朴智元 · 张成宇（半决赛） · 金建宇（） · 卢都熹（） · 沈錫希（1/4决赛） | 2:41.534 | （KAZ） · 阿迪勒·加利亚赫梅托夫 · 亚娜·汗 · 丹尼斯·尼基沙 · Malika Yermek · Alina Azhgaliyeva（半决赛） · 阿布扎尔·阿日加利耶夫（1/4决赛） · 奥莉加·吉洪诺娃（1/4决赛） · Mersaid Zhaxybayev（1/4决赛） | 2:42.258 | 日本（JPN） · 古川翼 · 犬塚莉帆 · 斋藤骏 · 嶋田利渚 · 石川優希（半决赛） · 松津秀太（半决赛） · 菊池耕太（1/4决赛） · 宮下心夢（1/4决赛） | 2:44.058 |

## 参赛代表团
以下是短道速滑项目的参赛代表团：
- 中国（12）
- 中华台北（6）
- 中国香港（6）
- 印度（12）
- 印度尼西亚（2）
- 日本（12）
- （12）
- 韩国（12）
- 马来西亚（2）
- 蒙古（4）
- 菲律宾（1）
- （1）
- 新加坡（4）
- 泰国（6）
- （1）
- （2）
- 越南（1）